# Figi
Le Figi (in figiano Viti; in hindi figiano फ़िजी; in inglese Fiji), ufficialmente Repubblica delle Figi (in inglese Republic of Fiji) sono uno Stato insulare dell'Oceania che sorge sull'arcipelago omonimo, composto di 322 isole, di cui 106 abitate permanentemente, e 522 isolotti.
La capitale delle Figi è Suva, che si trova nell'isola di Viti Levu. Le due isole maggiori, Viti Levu e Vanua Levu, contano circa l'87% della popolazione. I paesi più vicini sono a nord-ovest le Isole Salomone a nord, Tuvalu a est, Tonga e Wallis e Futuna, a ovest Vanuatu e la Nuova Caledonia, e a sud la Nuova Zelanda.

## Etimologia

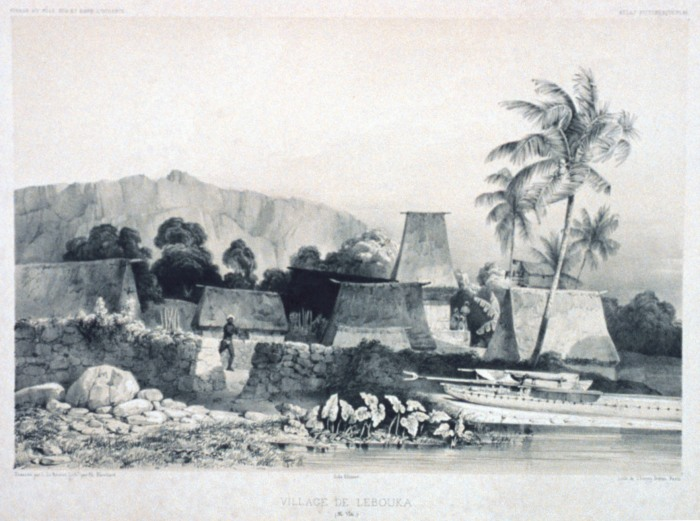
Il villaggio di Levuka nel 1842.

La più grande isola dell'arcipelago delle Figi è conosciuta come Viti Levu ed è da questa che deriva il nome “Fiji”, attraverso la pronuncia dei vicini delle Isole Tonga. L'origine del nome è di seguito ben descritta:
Gli europei fecero la prima conoscenza dei figiani attraverso gli scritti dei membri delle spedizioni di Cook, che li incontrò a Tonga. Sono stati descritti come formidabili guerrieri e feroci cannibali, costruttori dei migliori vascelli del Pacifico, ma navigatori non notevoli. Suscitavano rispetto e terrore negli abitanti di Tonga e tutti i loro manufatti, in particolare gli abiti di corteccia e le mazze, erano tenuti in grande considerazione e molto richiesti. Chiamavano la loro terra Viti, ma gli abitanti di Tonga la chiamavano Fisi, ed è attraverso questa pronuncia, divenuta in inglese Fiji, inizialmente usata dal Capitano James Cook, che queste isole sono ora conosciute.

## Storia

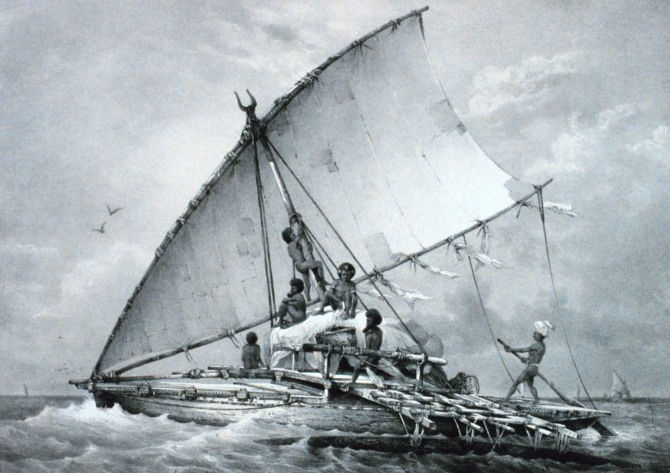
Nativi di Balahou in piroga in una stampa francese del 1842

In tempi antichi le Figi furono popolate da popoli che parlavano lingue oceaniche.
I primi abitanti delle Figi arrivarono molto prima dei contatti con gli esploratori Europei nel XVII secolo. Vasellame scavato da centri abitati come Moturiki mostra che le Figi sono state abitate stabilmente prima o intorno al 1000 a.C., sebbene la questione delle migrazioni nel Pacifico ancora non sia chiarita.

### Esplorazioni europee
L'esploratore Olandese Abel Tasman visitò le Figi nel 1643 mentre stava cercando il Grande Continente a Sud (noto anche come Terra Australis), vi sostò poi il navigatore inglese James Cook nel 1774 ma solo nelle Isole Lau; la vera e propria esplorazione dell'arcipelago fu tuttavia compiuta dal capitano William Bligh nel 1789.
Nel secolo successivo le isole furono raggiunte da coloni europei, soprattutto britannici, attratti dalla possibilità di commerciare il legno di sandalo. Le confederazioni si rafforzano fino alla costituzione del regno di Viti unificato nel 1871.

### Colonizzazione britannica
La difficile convivenza tra i nuovi venuti e le popolazioni autoctone indusse i coloni e i capi tribali a dover chiedere aiuto alla Gran Bretagna. Nel 1874, dopo il regno di Viti del ratu Seru Epenisa Cakobau, le isole divennero colonia britannica e rimasero tali fino alla proclamazione dell'indipendenza, che fu concessa solo nel 1970. L'introduzione della monocoltura della canna da zucchero e il conseguente afflusso di lavoratori indiani modificarono in breve tempo l'assetto complessivo delle isole principali. L'accrescere della popolazione indiana indusse gli indigeni, timorosi di perdere la loro supremazia, a stringere legami sempre più stretti con il paese colonizzatore.

### Indipendenza
Il 10 ottobre 1970 il paese proclamò l'indipendenza, accettata dalla popolazione indigena in cambio di una serie di garanzie costituzionali. Dopo alcuni mesi lo Stato divenne membro delle Nazioni Unite. Il primo ministro delle isole indipendenti fu Ratu Kamisese Mara, portavoce dell'etnia figiana e dell'aristocrazia indigena rappresentata dal Grande consiglio dei capi.

### Interventi dell'esercito nella politica
Mara rimase in carica fino al 1987 e nel maggio del medesimo anno una rivolta dei militari a sostegno dei figiani portò all'acuirsi dei conflitti tra la comunità autoctona e quella indiana, all'esautoramento del nuovo governo e a una grave crisi costituzionale del paese. Un secondo colpo di Stato, guidato dal colonnello Sitiveni Rabuka, fu causa dell'espulsione delle isole dal Commonwealth. Nel dicembre del 1987 Ratu Ganilau fu nominato presidente della Repubblica e Ratu Mara primo ministro. Le leggi democratiche furono abrogate da due colpi di stato militari nel 1987 perché il governo era percepito come dominato dalla comunità Indo-Figiana (Indiana).

### Abolizione della Monarchia e istituzione della Repubblica
Il secondo colpo di Stato del 1987 vide la Monarchia Britannica e il Governatore Generale rimpiazzati da un Presidente senza poteri, ed il paese cambiare la denominazione da "Dominion of Fiji" (Dominio di Figi) a "Republic of Fiji" (Repubblica di Figi), che divenne "Republic of the Fiji Islands" (Repubblica delle Isole Figi) nel 1997. I colpi di stato contribuirono ad una massiccia emigrazione Indiana; la popolazione rimasta si trovò in difficoltà economiche ma ciò assicurò che i Melanesiani divenissero la maggioranza.
Nel 1990 la nuova Costituzione, avallata dal Grande consiglio dei capi, riaffermò la supremazia nel paese dell'aristocrazia indigena e aggravò la situazione della popolazione indiana. Il Gruppo Contro le Discriminazioni Razziali (GARD) si formò per opporsi alla costituzione imposta unilateralmente e restaurare la costituzione del 1970. Sitiveni Rabuka, il Tenente Colonnello che guidò il colpo di Stato del 1987 divenne Primo Ministro nel 1992, con il sostegno di elezioni secondo le regole della nuova costituzione. Tre anni dopo, Rabuka stabilì la Commissione di Revisione della Costituzione, che nel 1997 portò ad una nuova Costituzione, sostenuta dai maggiori capi delle comunità Figiane e Indo-Figiane. Nel 1997 le Figi vennero riammesse nel Commonwealth.

### Colpo di stato del 2000
Il nuovo millennio portò con sé un nuovo colpo di Stato, istigato da George Speight, che effettivamente dominò il governo di Mahendra Chaudhry, che divenne Primo Ministro a seguito della costituzione del 1997. Il Commodoro Frank Bainimarama assunse il potere esecutivo dopo le dimissioni, forse forzate, del Presidente Mara. Le Figi furono scosse da due rivolte nella Caserma Queen Elizabeth di Suva, alla fine del 2000, quando soldati ribelli crearono tumulti. L'Alta Corte ordinò il ripristino della costituzione e, nel settembre del 2001, elezioni generali furono indette per tornare alla democrazia, elezioni che furono vinte dal Primo Ministro ad interim Laisenia Qarase appartenente al partito di Soqosoqo Duavata ni Lewenivanua.
Nel 2005, tra molte controversie, il governo Qarase propose l'istituzione della Commissione per l'Unità e la Riconciliazione, con il potere di raccomandare compensazioni per le vittime del colpo di Stato del 2000, e l'amnistia per i colpevoli. Comunque, i militari si opposero fortemente a questo programma, specialmente il comandante dell'esercito, Frank Bainimarama. Egli era d'accordo con i detrattori che sostenevano fosse una vergogna concedere l'amnistia ai sostenitori del governo in carica che ebbero un ruolo nel colpo di Stato. I suoi attacchi alla legislazione, che continuarono ininterrotti per tutto maggio, giugno e luglio, portarono ulteriori problemi nel suo rapporto con il governo, già teso.
Tra la fine di novembre e l'inizio di dicembre 2006, Bainimarama fu importante strumento del Colpo di Stato Figiano del 2006. Bainimarama stilò una lista di richieste a Qarase dopo che una proposta di legge era stata avanzata al parlamento, parte della quale offriva il perdono ai partecipanti al tentativo di colpo di Stato del 2000. Diede a Qarase un ultimatum con scadenza il 4 dicembre per decidere se accogliere le richieste o rassegnare le dimissioni dalla carica. Qarase rifiutò in modo netto di scegliere se accettare le richieste o dimettersi e il 5 dicembre il Presidente, Ratu Josefa Iloilo, dichiarò di aver firmato un ordine legale per sciogliere il Parlamento dopo aver incontrato Bainimarama.
Le motivazioni del susseguirsi di tanti colpi di stato vanno sempre ricercate nella ritrosia dell'aristocrazia indigena ad accettare la democrazia e la forza elettorale, oltre che produttiva, della comunità indiana.
Le Figi hanno un esercito piuttosto numeroso se comparato alle loro dimensioni, e sono state uno dei maggiori contributori alle Missioni di pace dell'ONU in varie parti del mondo. Inoltre, un numero rilevante di istruttori militari ha servito nel lucroso settore della sicurezza in Iraq al seguito della missione guidata dagli USA nel 2003.

### 2006: la presa del potere da parte dei militari
Prendendo a motivo la corruzione nel governo, il Commodoro Frank Bainimarama, Comandante delle Forze Militari della Repubblica delle Figi, iniziò una presa di potere militare il 5 dicembre 2006 contro il Primo Ministro che lui stesso aveva nominato dopo il colpo di Stato del 2000. Già in passato, nel 1987 e nel 2000, vi erano stati colpi di stato contro governi guidati o influenzati dalla comunità Indo-Figiana.
In quest'occasione, invece, i militari si sollevarono contro un governo indigeno Figiano, che sostenevano essere corrotto e razzista. Il Commodoro si sostituì al Presidente e sciolse il parlamento, preparando la strada perché i militari completassero la presa di potere.
Il colpo di Stato fu il culmine di settimane di speculazioni a seguito del conflitto fra il Primo Ministro eletto, Laisenia Qarase, e il Commodoro Bainimarama. Bainamarama ha ripetutamente fatto richieste e posto ultimatum al Primo Ministro. Una particolare richiesta riguardava la legge pendente per l'amnistia ai partecipanti il colpo di Stato del 2000. A dispetto dell'intervento per la riconciliazione delle parti del Presidente, del Vice Presidente e di Helen Clark, Primo Ministro della Nuova Zelanda, non c'era volontà di fare concessioni da nessuna delle parti. Questo è il motivo per cui la crisi non si poté risolvere.
Bainimarama nominò Jona Senilagakali Primo Ministro ad interim. La settimana seguente Bainimarama disse di voler chiedere al Gran Consiglio dei Capi di restituire il potere esecutivo al Presidente, Ratu Josefa Iloilo. Il 6 dicembre, Bainimarama dichiarò lo stato di emergenza, e intimò che non avrebbe tollerato alcuna violenza o ribellione.
A seguito del colpo di Stato, il Commonwealth of Nations indisse una riunione di emergenza a Londra, dove fu dichiarata sospesa l'adesione delle Figi.
Il 9 dicembre, i comandanti militari pubblicarono un annuncio per ricoprire posizioni nel Governo, inclusi posti di gabinetto, attraverso un giornale nazionale. Specificarono che i candidati dovevano possedere “qualità morali fuori del comune”, essere senza precedenti penali, né avere mai dichiarato bancarotta.
Sempre il 9 dicembre la IFNA ritirò il diritto delle Figi ad ospitare il Campionato Mondiale 2007 di Netball come conseguenza della presa di potere dei militari. Ci si aspettava che il ritiro avesse un significativo impatto nelle Figi a causa della popolarità di uno sport come il Netball.
Il 4 gennaio 2007, i militari annunciarono che stava per essere restituito il potere esecutivo al Presidente Iloilo, che fece una dichiarazione alla radio che confermava l'azione intrapresa dai militari. Il giorno seguente, Iloilo nominò Bainimarama Primo Ministro ad Interim, indicando che i militari avevano ancora il controllo effettivo.
All'inizio della presa di potere, rapporti facevano emergere intimidazioni di alcuni critici del regime ad interim. È stato confermato che due individui sono morti sotto custodia militare dal dicembre 2006. Si sono fatte indagini su queste morti e sussistono sospetti, ma non si è ancora arrivati ad un processo.
Viste le continue critiche dei vicini, specificatamente Australia e Nuova Zelanda, l'Alto Commissario (HighCommissioner) della Nuova Zelanda Michael Green è stato espulso dalle Figi a metà del giugno 2007, a seguito dell'innalzamento delle misure di emergenza (riconosciute generalmente come uno sviluppo positivo da osservatori esterni).
Nel settembre 2007, il Commodoro Frank Bainimarama disse che i militari Figiani avevano nuovamente dichiarato lo stato di emergenza perché il Primo Ministro Laisenia Qarase, che lui credeva espulso, era coinvolto in un tentativo di destabilizzazione quando era tornato a Suva dopo 8 mesi di esilio nella sua isola natale, Vanuabalavu a Lau, è stato stabilito che Elezioni saranno indette per marzo 2009.
Il Governo ad interim ha formato una Commissione anti-corruzione che ha ricevuto numerosi reclami e dichiarazioni, e ci sono state molte dimissioni da membri di alto livello del governo e di industriali collegati.
Nel novembre 2007 ci sono state molte convocazioni per interrogatori riguardo a un complotto di assassinio diretto contro il Primo Ministro ad interim, ufficiali anziani dell'esercito e membri del gabinetto ad interim.
Nell'aprile 2009, la Corte d'Appello Fijiana ha stabilito che il golpe del 2006 era stato illegale. Questo sentenza ha provocato la crisi costituzionale del 2009. Il presidente Iloilo ha abrogato la costituzione, rimosso tutti i titolari di cariche in base alla costituzione compresi i giudici e il governatore della Banca centrale. Ha poi riconfermato Bainimarama come primo ministro sotto la sua ala protettrice "New Order" e ha imposto un "regolamento emergenza pubblica" limitando gli spostamenti interni e permettendo la censura nei confronti della stampa.
Nel suo indirizzo del nuovo anno 2010, Bainimarama ha annunciato l'abolizione del regolamento di emergenza pubblica (PER). Il PER era stato istituito nell'aprile 2009, quando l'ex costituzione venne abrogata. Il PER aveva permesso restrizioni alle riunioni pubbliche e alla censura dei media e aveva dato alle forze di sicurezza ulteriori poteri. Ha inoltre annunciato un processo di consultazione a livello nazionale per una nuova Costituzione in base alle quali si terranno le elezioni del 2014.
Il 14 marzo 2014 il gruppo di azione ministeriale del Commonwealth ha votato la modifica riguardante le Figi e dalla completa sospensione al Commonwealth of Nations hanno adottato una sospensione dai consigli del Commonwealth. Ciò ha consentito alle Figi di partecipare ad una serie di attività del Commonwealth, inclusi i Giochi del Commonwealth del 2014.
Le elezioni generali si sono svolte il 17 settembre 2014. La FijiFirst di Bainimarama ha vinto con il 59,2% del voto e le elezioni sono state ritenute credibili da un gruppo di osservatori internazionali provenienti dall'Australia, dall'India e dall'Indonesia.. Nel 2022 è stato eletto come premier Sitiveni Rabuka, a sua volta già protagonista di due colpi di stato militari nel 1987

## Geografia

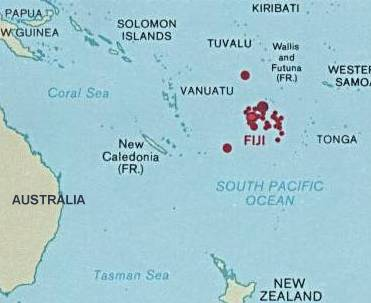
Posizione delle Fiji in Oceania.

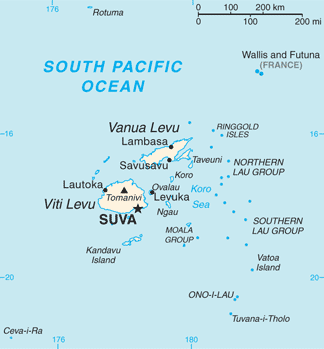
Una mappa delle Fiji

L'arcipelago delle Figi è composto da 322 isole (di cui 106 abitate) e 522 piccoli isolotti, disposti intorno al mar di Koro. Le isole principali sono due: Viti Levu e Vanua Levu. Le isole sono montuose, con cime alte fino a 1 300 metri, e coperte da fitta foresta tropicale. Viti Levu ospita la capitale, Suva, ed è la residenza di circa tre quarti della popolazione. Altre città importanti sono Nadi, centro turistico molto importante di oltre 10 000 residenti (dove si trova l'aeroporto internazionale), e Lautoka con 32 000 abitanti (dove ci sono una grande fabbrica di zucchero e il porto). Le maggiori città di Vanua Levu sono Labasa e Savusavu. Altre isole e gruppi di isole includono Taveuni e Kadavu (la terza e la quarta isola per grandezza, rispettivamente), il Gruppo delle Mamanuca (appena fuori Nadi) e il Gruppo delle Yasawa (più esclusive e selvagge, tra le quali spicca l'isola di Nacula), il Gruppo delle Lomaiviti, fuori Suva, e il lontano gruppo delle Isole Lau. Rotuma, che si trova circa 500 chilometri a nord dell'arcipelago, ha uno speciale status amministrativo. Lo Stato confinante più vicino è Tonga.
L'area totale compresa entro i confini della nazione è di circa 194000 km², di cui solo il 10% è rappresentato da terre.
L'arcipelago è situato all'incirca a metà strada tra Vanuatu e Tonga e rappresenta quindi una sorta di crocevia nel Pacifico sud-occidentale. Il 180º meridiano passa proprio attraverso Taveuni, ma la linea internazionale del cambio di data viene appositamente piegata per consentire un tempo uniforme a tutto il gruppo di isole.
Rotuma, la più settentrionale delle isole, è situata appena 12° 30′ al di sotto dell'equatore.

### Morfologia

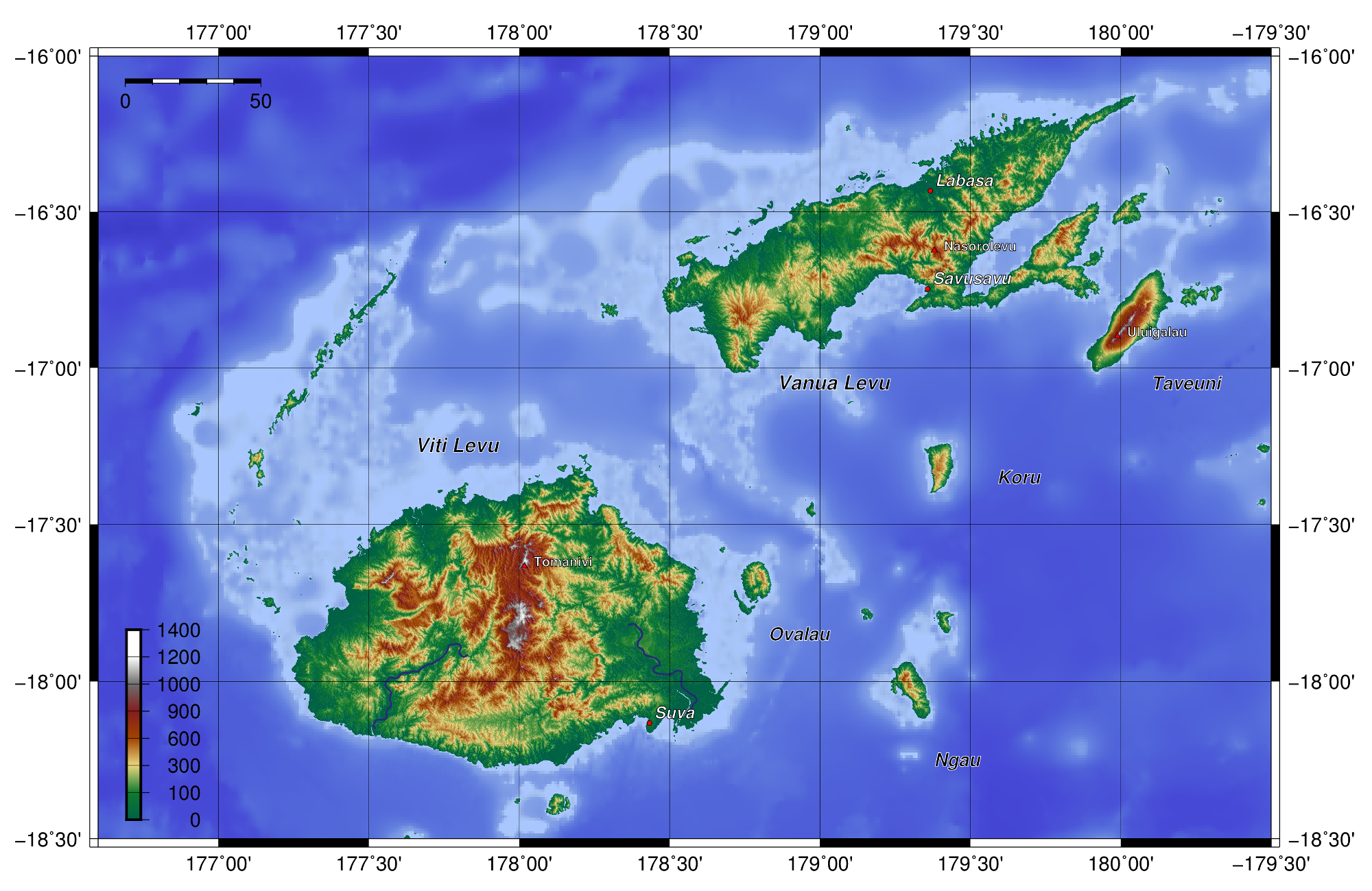
Topografia delle Fiji

Le isole dell'arcipelago sono disposte a ferro di cavallo, costellate da numerosi atolli corallini e bagnate dal mar di Koro. Le principali sono Viti Levu, Vanua Levu, Taveuni, Kandavu, Koro e Rotuma. Di origine vulcanica, presentano ingenti depositi di calcare e sono quindi caratterizzate da una morfologia prevalentemente montuosa e accidentata che, lungo i litorali, lascia il posto a fasce pianeggianti. Il punto più elevato dell'arcipelago è il monte Victoria o Tomanivi (1324 m), a Viti Levu.

### Idrografia
Di modesta entità sono i fiumi; soltanto Viti Levu è attraversata da corsi d'acqua di rilievo quali il Sigatoka e il Rewa.

### Clima
Il clima è tropicale, caldo e umido, con precipitazioni frequenti soprattutto tra novembre e aprile concentrate sui versanti orientale e sudorientale, maggiormente esposti agli alisei. La media annua della temperatura è di 25 °C, quella delle precipitazioni di circa 2500 mm.
Molto particolari le differenze di clima presenti nel paese: mentre le zone orientali sono umide e caratterizzate da acquazzoni improvvisi e molto più frequenti che nelle altre zone del paese, le parti occidentali sono più calde e secche.

## Popolazione
Nel luglio del 2011, la popolazione delle Figi ammontava a 890 057 abitanti. 
Il 57,3% della popolazione appartiene al ceppo melanesiano dei figiani, chiamati ufficialmemte iTaukei, il 37,6% sono indiani, discendenti degli indiani giunti inizialmente per soddisfare la richiesta di manodopera dei coloni inglesi, 1,2% sono rotumiani e il rimanente 3,9% comprende europei, cinesi o persone originarie di altre isole del Pacifico.
Fra le due principali etnie si registrano tensioni.

### Lingue
Lingue ufficiali sono l'inglese e il figiano standard (quello dell'isola di Bau), mentre la comunità di origine indiana parla l'hindi figiano.

### Religione
La maggioranza della popolazione professa la fede cristiana, il 55,4% sono protestanti (divisi fra metodisti 34,6%, pentecostali 5,7%, avventisti del settimo giorno 3,9%, anglicani 0,8%, altri 10,4%), i cattolici il 9,1%; gli induisti sono il 27,9%, musulmani 6,3%, sikh 0,3%, altro o non specificato 1%. Sono attivi circa 3 000 Testimoni di Geova.
- Cristiani: 64,5%
  - Protestanti: 55,4%
    - Metodisti: 34,6%
    - Pentecostali: 5,7%
    - Avventisti: 3,9%
    - Anglicani: 0,8%
    - Altri: 10,4%

  - Cattolici: 9,1%
  - Testimoni di Geova: <1% (3 000 credenti)
- Induisti: 27,9%
- Musulmani: 6,3%
- Altro o non specificato: 1%
- Sikh: 0,3%

## Ordinamento dello Stato

### Suddivisioni amministrative

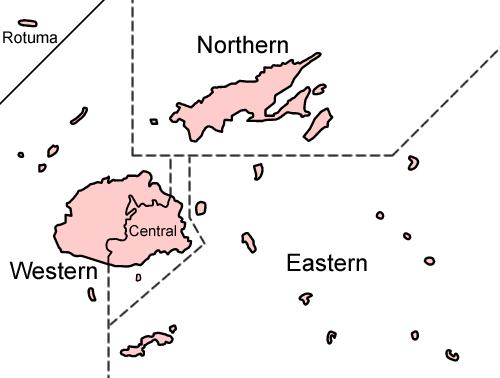
Mappa delle divisioni amministrative delle Fiji.

Le Fiji sono suddivise in 4 divisioni, ulteriormente suddivise in 14 province:
- Centrale con 5 province: Naitasiri, Namosi, Rewa, Serua e Tailevu.
- Occidentale con 3 province: Ba, Nadroga-Navosa e Ra.
- Orientale con 3 province: Kadavu, Lau e Lomaiviti.
- Settentrionale con 3 province: Bua, Cakaudrove e Macuata.

Alle divisioni è inoltre equiordinata una dipendenza, Rotuma.
Vi sono poi 3 suddivisioni di rilevanza esclusivamente storica che corrispondono alle entità che costituivano il regno delle Fiji durante il regno di Seru Epenisa Cakobau.
Tali suddivisioni sono:
- Burebasaga;
- Kubuna;
- Tovata.

Le province sono a loro volta divise in distretti (Tikina Cokavata), divisi in sottodistretti (Tikina Vou), divisi in gruppi di villaggi (Koro), divisi infine in villaggi. Solo dodici koro hanno lo status di town e due quello di city.
Infine, le isole sono divise in 25 collegi elettorali e gli elettori son divisi in classi: "figiani indigeni", "indo-figiani", "rotumani" e "altri figiani" (europei e cinesi in maggioranza) e ogni elettore può scegliere solo candidati della sua classe di appartenenza.

### Città principali
La capitale è Suva. Altri centri importanti sono Lautoka, Lami, Sigatoka e Nadi (sede del principale aeroporto della nazione).

### Istituzioni
La Costituzione prevede l'istituzione di tre organi giurisdizionali: la Corte suprema, l'Alta corte delle Fiji e la Corte d'appello delle Fiji. Il Capo della Giustizia presiede la Corte Suprema e l'Alta Corte.

#### Ordinamento scolastico e università
Il sistema scolastico è organizzato in circa 700 scuole primarie e 150 scuole secondarie statali o di tipo religioso, la frequenza scolastica non è obbligatoria ma la frequenza del ciclo primario è pari al 99%. La lingua parlata a scuola è l'inglese.
La formazione primaria dura 8 anni, dai 6 ai 14, una volta terminata si può accedere alla formazione secondaria tramite un esame chiamato Secondary School Examination, la formazione secondaria dura 5 anni ed è divisa in due cicli, terminati i primi tre anni si ottiene il Fiji] School Leaving Certificate per accedere al secondo ciclo terminato il quale è necessario sostenere un esame (Form VII examinatione) per accedere all'università.
Suva è sede dell'Università del Pacifico del Sud, fondata nel 1968, altre università sono l'Università nazionale delle Figi e il Fiji Institute of Technology.

#### Forze armate
L'esercito delle Figi è composto da circa 3 500 soldati attivi e 6 000 riservisti e, seppur piccolo, partecipa attivamente alle missioni di peacekeeping.

#### Bandiera
La Bandiera delle Figi è stata adottata il 10 ottobre 1970. Si tratta di una bandiera in campo azzurro chiaro, contenente lo stemma delle isole, e l'Union Jack in alto a sinistra.

## Politica

### Politica interna

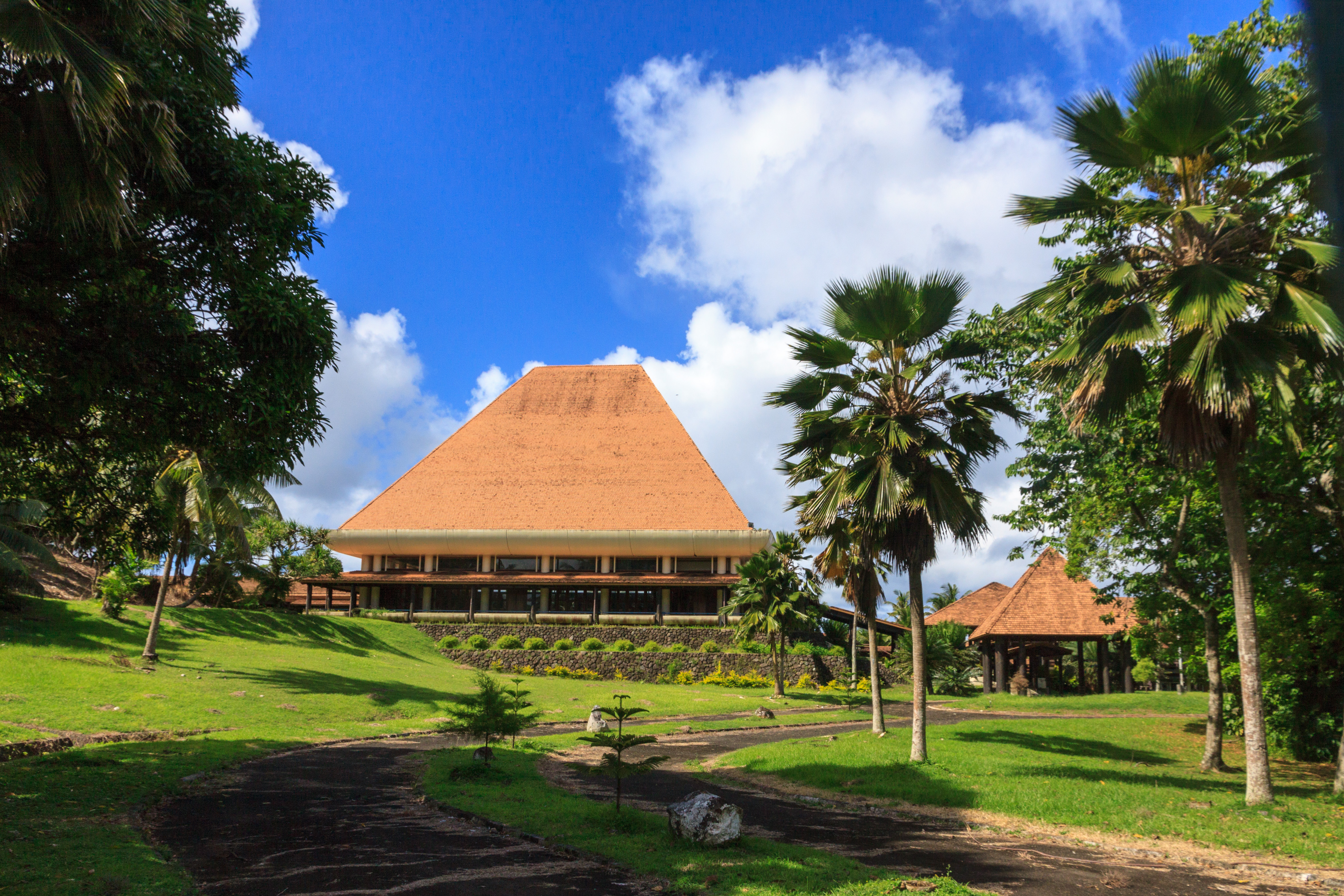
Palazzo del Parlamento delle Figi

La politica delle Figi normalmente può essere inquadrata come una repubblica democratica con parlamento di rappresentanti, in cui il Primo Ministro è il capo del governo, il Presidente il capo dello Stato, in un sistema multi-partitico.
Il potere esecutivo è esercitato dal governo. Il potere legislativo è delegato sia al governo, sia al Parlamento delle Figi. Il potere giudiziario è indipendente dai poteri esecutivo e legislativo.
Dall'indipendenza ci sono stati quattro colpi di stato nelle Figi, due nel 1987, uno nel 2000 e uno alla fine del 2006. L'esercito ha comunque dominato direttamente, o pesantemente influenzato, il governo dal 1987.

### Politica estera
Le isole Fiji sono presenti in Europa, tramite la Delegazione delle Isole Fiji nell'Unione Europea, che è anche l'Ambasciata delle Isole Fiji a Bruxelles. Questa delegazione è inoltre accreditata presso tutti gli Stati membri dell'Unione in cui le Figi non hanno una delegazione. L'attuale rappresentante è Ratu Seremaia Tui Cavuilati, che è anche ambasciatore in Belgio. Lo scopo della missione è promuovere gli interessi economici delle Figi nel settore dello zucchero, in particolare con gli accordi ACP.

## Economia

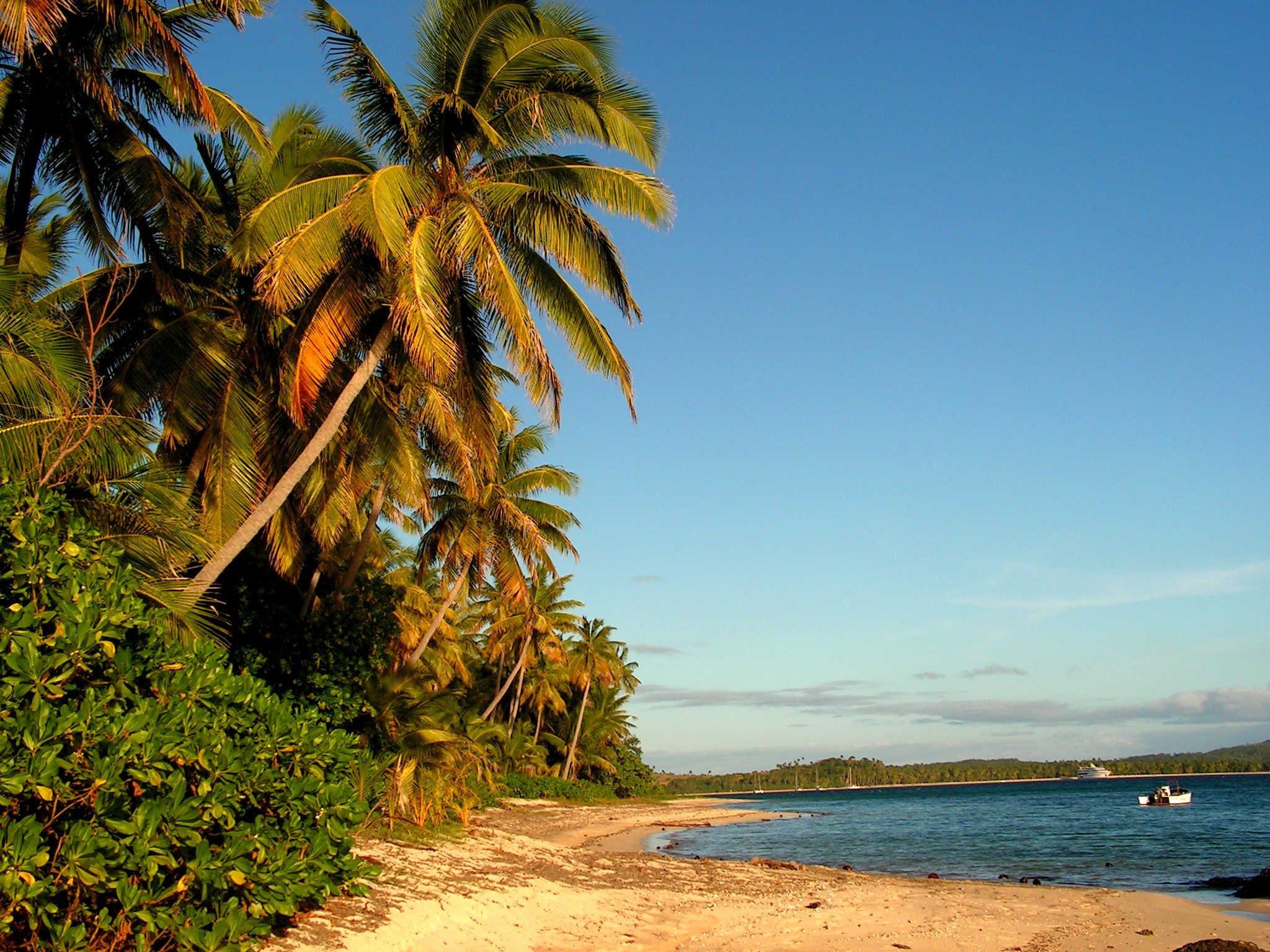
Le palme da cocco sulle spiagge delle isole Figi

Il prodotto interno lordo delle Figi, a parità di potere d'acquisto, è di 4 261 milioni di dollari USA, corrispondente a circa 4 740 dollari pro capite (2012). L'economia fondata in larga misura sulla produzione di canna da zucchero oltre che sulla coltivazione di palme da cocco e frutta esotica. Manioca, patate dolci e riso sono destinati al consumo interno. Di scarso rilievo è l'allevamento, mentre consistente è il patrimonio boschivo (circa il 44,6% del territorio) dal quale si ricava legname destinato al consumo interno; la pesca, prima condotta con criteri tradizionali che soddisfacevano solo il bisogno interno, è in fase di sviluppo. L'attività estrattiva poggia sui giacimenti di oro, argento, manganese e rame. Il valore complessivo delle esportazioni nel 1999 era di 590 milioni di dollari, mentre le importazioni ammontavano a 800 milioni di dollari. Questi dati testimoniano come il paese sia subordinato ai fornitori di prodotti industriali, soprattutto Australia, Nuova Zelanda e Regno Unito. Un settore in espansione è quello turistico: nel 1999 gli arrivi sono stati 410 000. Nel 1997 la bilancia commerciale era di 520 milioni di dollari di entrate e 628 milioni di uscite. La valuta ufficiale è il dollaro figiano. Data la posizione geografica dell'arcipelago, l'aeroporto di Nadi riveste particolare importanza per le comunicazioni internazionali. La rete stradale è di circa 3440 km; una ferrovia (700 km) è adibita al trasporto della canna.

### Trasporti

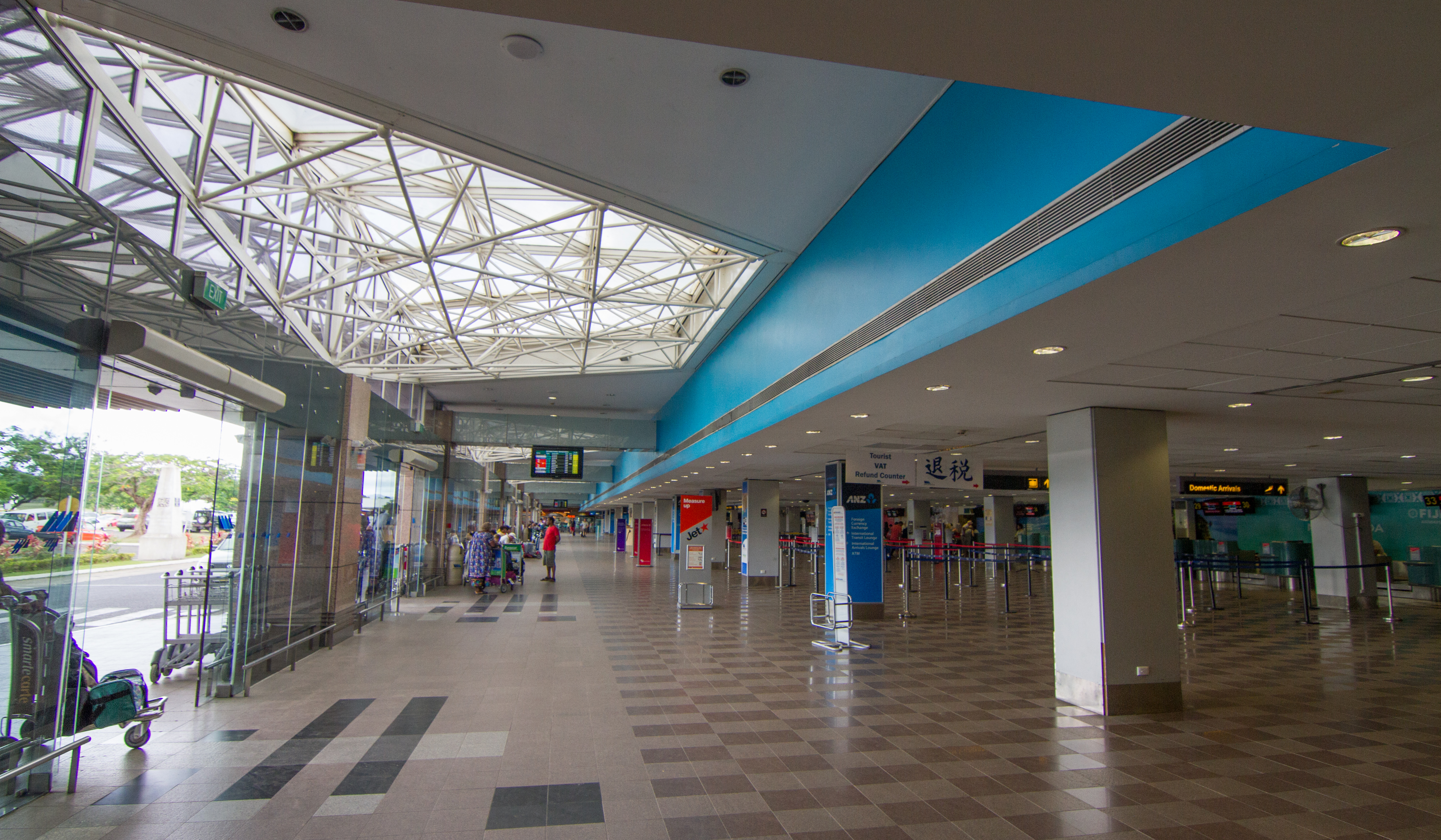
Partenze internazionali dell'Aeroporto Internazionale di Nadi

C'è un importante aeroporto chiamato Aeroporto Internazionale di Nadi.

### Valuta
La valuta corrente nelle Figi è il dollaro delle Figi. Indicato con il simbolo $, o FJ$ (per distinguerlo dalle altre valute denominate con la parola "dollaro"), è diviso in 100 centesimi.
Una prima forma di dollaro figiano fu coniata nel 1867 e circolò fino al 1873, quando fu sostituito dalla Sterlina britannica, dal momento in cui le Isole Figi diventarono una colonia britannica.
Il dollaro figiano viene coniato tuttora dalla banca centrale delle Figi.

## Ambiente
Il 100,0% del territorio è totalmente/parzialmente protetto.

### Flora
La vegetazione è caratterizzata da fitte foreste (soprattutto nella parte più orientale) e con tratti di savana nelle zone più aride.

### Fauna
La popolazione locale ha imparato nei millenni a utilizzare la flora nativa nella preparazione del cibo, delle medicine, delle tinture per tessuti, degli utensili e dei materiali da costruzione. Circa 3 500 anni fa i primi abitanti dell'arcipelago portarono con sé pollame, cani e maiali, causando l'estinzione di alcune delle specie indigene di avifauna. I pipistrelli sono stati gli unici a sopravvivere tra i mammiferi originari, mentre le specie introdotte si sono perfettamente adattate al nuovo habitat, per esempio i cani selvatici, i gatti, i maiali, le capre e i topi. Nelle venti specie di rettili di terra sono incluse le tartarughe e i serpenti di mare. Esistono inoltre circa un centinaio di specie di avifauna, ventitré delle quali originarie dell'arcipelago. Anche la fauna marina è varia e abbondante e nelle acque delle Figi vivono molte specie di pesci, coralli, spugne, corallini, razze, squali, delfini e balene.

## Cultura

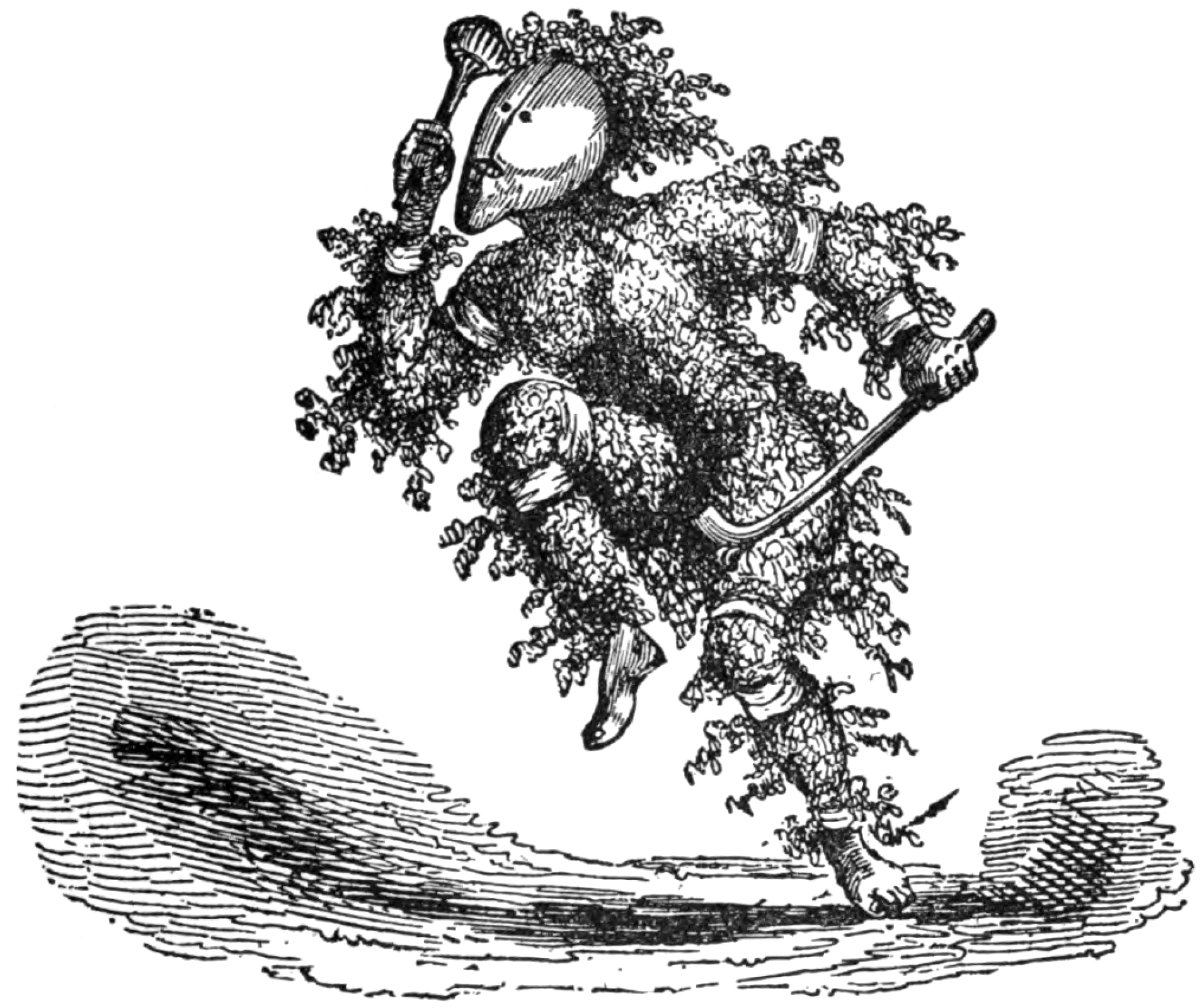
Musica figiana. Libro da Charles Erskine del ottocento

Complessivamente l'arte è primitiva e povera.
Rare sono le sculture e le decorazioni, poche sono le tipologie di maschere e di scudi. Da sottolineare le sculture antropomorfe e zoomorfe in midollo di felce e le decorazioni delle stoffe e la ceramica. Degni di nota sono i "ganci di sospensione" impreziositi da figure umane e le sculture di dente di capodoglio. La Cibi è una tipica danza di guerra delle Figi.

### Architettura
Di notevole interesse architettonico è la cattedrale del Sacro Cuore a Suva, risalente al 1902 e sede dell'arcidiocesi di Suva.

### Patrimoni dell'umanità
La città portuale storica di Levuka è stata il primo sito delle Figi a essere iscritta, nel 2013, nella Lista dei patrimoni dell'umanità dell'UNESCO.

### Musica
Nel XXI secolo si è distinta la cantante Paulini.

### Produzione letteraria
In ambito letterario ricordiamo la figura di Mary Rokonadravu.

### Cinema
L'industria cinematografica ha spesso usato le isole Figi come location per girare film: 
- Nel 1932 Douglas Fairbanks girò Mr Robinson Crusoe alle Figi, ai Tahiti e Samoa
- Il film del 1949 Incantesimo nei mari del sud con Jean Simmons fu girato in parte sull'isola di Sawa-i-lau nelle isole Yasawa
- Nel 1953 nel film Il trono nero con Burt Lancaster alcune scene furono girate a c, una spiaggia di Deuba sull'isola di Viti-Levu e presso il Grand Pacific Hotel a Suva
- Sempre sull'isola principale, a Suva, venne girato nel 1974 Il ragazzo del mare, prodotto da Gregory Peck
- Del 1980 è il remake di Laguna blu, girato sull'isola di Nanuya Levu nelle isole Yasawa
- Nel 1983 il film di pirati con Tommy Lee Jones Nate and Hayes venne girato a Pacific Harbour
- Il sequel Ritorno alla laguna blu del 1992 è girato sull'isola di Taveuni
- Nel 1995/96 la serie tv Le avventure della famiglia Robinson è stata girata sull'isola di Nanuya Lailai, nelle isole Yasawa
- Il film Cast Away è stato girato a Monuriki, che fa parte delle isole Mamanuca, situate vicino a Viti Levu, l'isola più grande delle Figi. È diventata una meta turistica dopo l'uscita del film
- Nel film The Truman Show il protagonista, rinchiuso in una realtà fittizia, ha il mito delle Figi, sulla cui natura selvaggia proietta il bisogno di libertà che gli viene negato
- Nel 2004 viene girato a Pacific Harbour il film Anaconda - Alla ricerca dell'orchidea maledetta
- La 14ª edizione di Survivor (2007) è stata girata a Vunivutu sull'isola di Vanua Levu

### Mass media
La prima rete televisiva Figiana è stata la Fiji Sghen Limited, nata il 15 giugno 1994, sebbene già nel 1991 la televisione fu introdotta a livello sperimentale, trasmettendo alcuni incontri della Coppa del Mondo di rugby.
Fiji Television Limited controlla Fiji One, Sky Fiji e Sky Pacific.

### Ricorrenza nazionale
- 10 ottobre: Fiji Day: celebra l'indipendenza dal Regno Unito, nel 1970

## Sport
Lo sport nazionale delle isole Figi è il rugby. Nel rugby a 15 (o rugby union), la nazionale figiana è stata presente in quasi tutte le edizioni della Coppa del Mondo, arrivando due volte ai quarti di finale. Nel rugby a 7, invece, le Isole Figi hanno ottenuto per tre volte il titolo di "Campioni del Mondo" (1997 , 2005 , 2022).
La Nazionale di rugby a 7 delle Figi, detiene inoltre due ori olimpici, ai Giochi della XXXI Olimpiade di Rio 2016 (prima medaglia olimpica per le Figi) e ai Giochi della XXXII Olimpiade di Tokyo 2020. Nei giochi di Parigi 2024 Fiji è stata sconfitta in finale dalla Francia ottenendo la medaglia d’argento.
Per quanto riguarda le competizioni per club di rugby a 15, si registra nel 2004 la nascita della Colonial Cup, prima vera competizione professionale nella storia del rugby figiano.
Minore rilevanza hanno il rugby a 13 (o rugby league) e il ciclismo.
Le Figi hanno dato i natali a una delle leggende della WWE: Jimmy "Superfly" Snuka infatti nacque a Suva, pur impersonando un personaggio samoano. Le isole hanno dato i natali anche al noto golfista Vijay Singh, vincitore di tre Major ed ex numero uno al mondo.